# Fredrik Wilhelm Hildebrand
Fredrik Wilhelm Hildebrand, född 3 september 1785, död 8 januari 1830, var en violinist vid Kungliga hovkapellet.

## Biografi
Fredrik Wilhelm Hildebrand föddes 3 september 1785. Han var elev till Louis Spohr. Hildebrand anställdes 1 oktober 1816 som violinist vid Kungliga hovkapellet i Stockholm. Han avled 8 januari 1830.